# Dalibor Anušić
Dalibor Anušić (Banja Luka, 1976. április 7. –) jugoszláv születésű, bosnyák majd horvát válogatott kézilabdázó. Posztját tekintve beálló.

## Pályafutása

### Klubcsapatokban
Dalibor Anušić a Brodomerkur Splitben kezdte pályafutását, majd Olaszországban, a Pallamano Trieste csapatában kézilabdázott. 2005-ben Horvátországba szerződött, két és fél éven át az RK Zagreb játékosa volt, három bajnoki címet és három Horvát Kupa-győzelmet ünnepelhetett a csapat tagjaként. 2007 nyarán a német Bundesligában szereplő Frisch Auf Göppingen igazolta le. A 2009-2010-es idényben fél évig a Melsungenben játszott, ezt leszámítva a Göppingen játékosa volt egészen 2012-ben bejelentett visszavonulásáig. 2011-ben és 2012-ben EHF-kupa-győztes lett a német csapattal.

### A válogatottban
Származása révén Bosznia-Hercegovina válogatottjának tagja volt, 2007-ben vette fel a horvát állampolgárságot, ezt követően pedig a horvát válogatott tagja lett. 2009-ben tagja volt a világbajnoki ezüstérmet nyerő csapatnak. 

## Sikerei, díjai
RK Zagreb
- Horvát bajnok: 2005, 2006, 2007
- Horvát Kupa-győztes: 2005, 2006, 2007

Frisch Auf Göppingen
- EHF-kupa-győztes: 2011, 2012